# Stanislav Zloch
Stanislav Zloch   (Strakonice, 7 de juny de 1954) és un antic pilot d'enduro txec de renom internacional. Al llarg de la seva carrera en va guanyar dos Campionats d'Europa (1976-1977) i un de Txecoslovàquia (1977). També va formar part de l'equip txecoslovac que va guanyar el Trofeu als Sis Dies Internacionals d'Enduro tres anys (1977, 1978 i 1982). Acabada la seva carrera dins l'enduro, Zloch va competir durant uns anys en ral·lis raid. El 1998 va acabar desè al Ral·li Dakar amb una KTM, resultat que fou el millor mai aconseguit per un txec en aquesta prova.

## Palmarès
- 2 Campionats d'Europa d'enduro (1976 en superiors a 350cc i 1977 en 500cc)
- 3 victòries al Trofeu dels ISDE amb l'equip estatal (1977-1978, 1982)
- 1 Campionat de Txecoslovàquia d'enduro (1977)